# Альварадо Марин, Хуан
Хуан Альварадо Марин (исп. Juan Alvarado Marín; род. 27 декабря 1948, Самора-де-Идальго, Мичоакан) — мексиканский футболист, нападающий.

## Карьера

### Клубная карьера
Во взрослом футболе дебютировал в 1966 году в клубе «Пуэбла», в котором провёл шесть сезонов, выступая в чемпионате. В составе клуба принял участие в 341 матче, забив 33 гола. Это помогло ему стать десятым в списке лучших бомбардиров клуба.
В 1972 году перешёл в «УНАМ Пумас», где играл с 1972 по 1983 год. В сезоне 1982/83 вместе с клубом стал чемпионом Мексики, после чего завершил футбольную карьеру.

### Карьера в сборной
В 1968 году дебютировал в официальных матчах в составе национальной сборной Мексики, с которой выиграл золотую медаль на Панамериканских играх 1967 года.
Альварадо входил в состав команды, которая готовилась к чемпионату мира по футболу 1970 года, но в подготовительном матче он получил перелом лодыжки, в результате которого не смог играть на турнире.
Всего в составе сборной принял участие в 14 матчах, забив один гол.

## Достижения
«Пуэбла
- Чемпион Мексики: 1982/83